# Tony Taylor

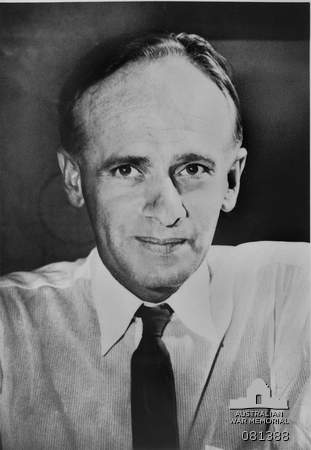
Tony Taylor

George Anthony Morgan Taylor (* 30. Oktober 1917 in Moree, New South Wales; † 19. August 1972 auf Manam) war ein australischer Vulkanologe.

## Leben
Während des Zweiten Weltkrieges diente Tony Taylor in der Australian Defence Force und war auf Neuguinea stationiert. Anschließend immatrikulierte er sich an der Universität Sydney. Nach Abschluss des Studiums mit einem Bachelor of Science 1950 arbeitete er für das Commonwealth Bureau of Mineral Resources (BMR; die heutige Geoscience Australia). In dessen Auftrag zeichnete er noch im gleichen Jahr für den Wiederaufbau und die Neugründung des Rabaul Volcanological Observatory (RVO) verantwortlich, das im Zuge alliierter Bombardements zerstört worden war.
Anfang 1951 entsandte ihn das BMR zum Vulkan Lamington nach Papua-Neuguinea, der unerwarteterweise rasch zunehmende Aktivität zeigte. Am 21. Januar ereignete sich eine heftige Eruption der Stärke 4 auf dem Vulkanexplosivitätsindex, die 2942 Menschen das Leben kostete. Taylor kam am nächsten Tag am Berg an. In den folgenden Monaten stieg er fortan täglich zum Krater auf oder machte Überflüge und richtete sein Lager am Fuß des Berges in der Gefahrenzone ein, um fortwährend Messungen durchführen zu können. Seine exakten Vorhersagen weiterer Ausbrüche und gewissenhaften Untersuchungen haben die Gefährdung von Hilfskräften minimiert und entscheidend zur Rettung von Anwohnern beigetragen. Bis zu seinem Tod forschte er weiter in der Region. Seine bahnbrechenden Veröffentlichungen über pyroklastische Ströme und das Wachstum von Lavadomen zählen nach wie vor zu den umfassendsten und zuverlässigsten Analysen ihrer Art und seine 1958 publizierte Abhandlung über die Ereignisse am Lamington gilt mittlerweile als Klassiker der vulkanologischen Literatur zur Analyse großer peleanischer Eruptionen. Er studierte und dokumentierte die vulkanische und seismische Aktivität Papua-Neuguineas und wurde zu einer Koryphäe in Hinblick auf die geologische Situation dieses Teils der Erde.
Nach dem Lamington-Ausbruch kehrte er nach Canberra zurück und erwarb 1957 an der Universität Sydney seinen Master of Science. Später war er ab Februar 1961 Resident Geologist in Port Moresby. Im Alter von nur 54 Jahren verstarb Taylor bei Geländearbeit am Strand der kleinen Vulkaninsel Manam an einem Herzinfarkt. Er hinterließ seine Ehefrau, einen Sohn und eine Tochter. Taylor wurde in Reid, einem Vorort von Canberra, bestattet.

## Ehrungen
Am 22. April 1952 wurde über die London Gazette bekanntgegeben, dass die britische Königin Elisabeth II. den Vulkanologen in Anerkennung seiner Tapferkeit und Selbstlosigkeit mit dem George Cross auszeichne.
Darüber hinaus erhielt er die Queen Elizabeth II Coronation Medal sowie während seines Militärdienstes den Pacific Star, die Australia Service Medal 1939–1945 und die War Medal 1939–1945.
Um seine Arbeit zu würdigen, stellten die Geoscience Australia, das RVO sowie das Papua-Neuguineische Hochkommissariat in Australien am 19. August 2002 – seinem 30. Todestag – in Canberra eine Serie von zehn Plakaten vor, die das öffentliche Bewusstsein für die vulkanischen Gefahren in Papua-Neuguinea und die Tätigkeit des RVO – in dessen Räumlichkeiten sie zur Besucherinformation auch installiert wurden – schärfen sollen. Sie entstanden als Teil eines Projektes der Australian Agency for International Development. Bei den Feierlichkeiten waren auch Taylors Ehefrau, Sohn, Tochter sowie sein Enkel anwesend.